# Церковь Святого Григория Великого на Целии
Церковь Святого Григория Великого на Целии, также известная как Сан-Грегорио-Маньо-аль-Челио (итал. San Gregorio Magno al Celio) — титулярная церковь в историческом центре Рима. Церковь расположена на Целии, одном из семи холмов Рима, перед Палатином, восточнее Большого цирка (Circo Massimo).
Церковь Святого Григория Великого является частью монастыря монахов ордена камальдольцев, или новых бенедиктинцев. 10 марта 2012 года здесь отмечали 1000-летие основания ордена камальдольцев в присутствовии англиканских и католических прелатов, папы Бенедикта XVI и Роуэна Уильямса, архиепископа Кентерберийского.
Церкви Сан-Грегорио-Маньо-аль-Челио принадлежит титулярная церковь Санти-Андреа-э-Грегорио-Маньо-аль-Челио,  созданная 8 июня 1839 года папой Григорием XVI, чтобы заменить титулярную церковь Святого Евсевия, титул которой он упразднил.
Рядом с церковью Святого Григория Великого и камальдольским монастырем находится монастырь монахинь и приют для бездомных, которым управляла мать Тереза, основательница женской монашеской конгрегации сестёр — миссионерок любви, занимающейся служением бедным и больным.

## История
Первая церковь была построена в 575 году на территории семейной виллы папы Григория I, который превратил свою виллу в монастырь до его избрания папой в 590 году. Святой Августин Кентерберийский был настоятелем монастыря, прежде чем семь лет спустя возглавил григорианскую миссию англосаксов. Община была посвящена святому апостолу Андрею. После 1000 года храм упоминается как посвященный святому Григорию.
Обветшавшая церковь и небольшой монастырь, примыкающий к ней холме, перешли камальдолезским монахам в 1573 году.

## Архитектура
Ныне существующее здание было построено на старом месте по проекту архитектора Джованни Баттиста Сориа в 1626—1633 годах по заказу кардинала Шипионе Боргезе. Работа была приостановлена после смерти кардинала и возобновлена в 1642 году.
Фасад церкви Сан-Грегорио-аль-Челио (1629—1633) является самой известной работой Джованни Баттиста Сориа в Риме. Это великолепный образец зрелого римского барокко: с раскрепованным антаблементом, сдвоенными пилястрами и тремя арками первого яруса, он напоминает и древнеримскую триумфальную арку, и фасад церкви Сан-Луиджи-деи-Франчези работы Джакомо делла Порта. Церковь стоит на возвышении, к ней ведёт широкая лестница, а за входными арками располагается «архитектурный сюрприз»: вход в церковь находится в глубине парадного двора — перистиля с колонным портиком.

## Интерьер
Интерьер в стиле позднего барокко проектировал Франческо Феррари. Перестройка интерьера происходила после смерти архитектора в 1725—1734 годах. Храм следует традиционному базиликальному плану: три нефа, один центральный и два боковых, разделены шестнадцатью античными колоннами, заимствованными из построек близлежащих дворцов на Палатинском холме. Свод центрального нефа украшает фреска Плачидо Костанци «Слава Сан Грегорио и Сан Ромуальдо и Триумф веры над ересью» (1727). В церкви сохранился средневековый мозаичный пол в стиле косматеско.
На запрестольном образе главного алтаря храма изображена Мадонна со святыми Андреем и Григорием работы Антонио Балестра (1734). На втором алтаре слева изображена Мадонна на троне с Младенцем и четыре святых и блаженных из семьи Габриелли ди Губбио работы Помпео Батони (1732). В конце нефа алтарь Святого Григория Великого украшен тремя прекрасными барельефами конца XV века Луиджи Каппони. В соседней капелле находится мраморный епископский трон святого Григория.
В северном нефе — капелла Сальвиатти (1600), оформленная Франческо да Вольтерра и Карло Мадерна. На мраморном алтаре работы Андреа Бреньо изображена возглавляемая папой Григорием процессия, во время которой ему, согласно традиции, явился ангел (1469). В одной из ниш, на древней фреске запечатлен лик Богоматери, которая, по преданию, разговаривала со святым Григорием.
В храме имеются надгробия: в их число когда-то входила гробница знаменитой куртизанки Империи, любовницы богатого банкира Агостино Киджи (1511), но позднее она была переоборудована под гробницу прелата XVII века. Можно разобрать латинскую надпись в память сэра Эдварда Карна, посла королевы Англии Марии I и известного знатока древнегреческого языка и культуры.
В комнате святого Григория (stanza di S. Gregorio) сохранилась мраморная кафедра. Она изображена на фреске Рафаэля «Диспута» в Ватикане в качестве «Трона Григория Великого». Однако Рафаэль дал волю своей фантазии, стилизовав известные ему античные образцы тронов с протомами львов по сторонам. Похожие образцы можно увидеть в музее Изабеллы Стюарт Гарднер в Бостоне, в Старом музее в Берлине и в музее Акрополя в Афинах.

## Оратории
В садах, слева от церкви, находятся три Ораториума, заказанные кардиналом Чезаре Баронио в начале XVII века в память о первоначальном монастыре Григория. Они украшены фресками, в частности, Ораторий святой Варвары расписанный Антонио Вивиани (1602) представляет собой реконструкцию знаменитого триклиниума, где Святой Григорий ежедневно принимал трапезу вместе с бедняками Рима. Фундаменты ораториев включают остатки древнеримских построек, которые, возможно, были простыми табернами.

## Открытие статуи Афродиты
На территории монастыря была обнаружена древнеримская мраморная статуя типа Венеры-Пудика, получившая название Афродита Менофантоса. На базе статуи имеется сигнатура: «ἀπὸ τῆc / ἐν Τρῳάδι / Ἀφροδίτηc / Μηνόφαντοc / ἐποίε», вероятно, подпись греческого скульптора, работавшего в Италии в I веке до н. э. Более о нём ничего неизвестно. Вскоре статуя перешла во владение семьи Киджи. Историк искусства Иоганн Иоахим Винкельман, описал её в своей «Истории искусства древности» (1764).
Ныне скульптура находится в Национальном музее Палаццо Массимо алле-Терме в Риме.

## Титулярная церковь
Церковь Святого Григория Великого на Целии является титулярной церковью, кардиналом-священником с титулом церкви Григория Великого на Целии с 14 февраля 2015 года, является итальянский кардинал Франческо Монтенегро.